# Aulo Giano Parrasio
Giovan Paolo Parisio, plus connu sous le nom d’Aulo Giano Parrasio, ou sous le nom latinisé d’Aulus Janus Parrhasius (né à Figline Vegliaturo le 28 décembre 1470, mort à Cosenza en 1522) est un humaniste italien de langue latine. Professeur renommé, il publie de nombreuses éditions et commentaires d'auteurs latins de l'Antiquité.

## Biographie
Né en 1470 à Cosenza, il était fils d’un conseiller au Sénat de Naples. Son père, qui souhaitait de pouvoir lui transmettre un jour sa charge, le pressait d’étudier la jurisprudence ; mais, entraîné son goût naturel, le jeune homme préféra la culture des lettres, et, dirigé dans ses études par quelques membres de la fameuse académie de Pontano, il fit des progrès qui auraient été plus rapides encore si son père ne l’eût pas privé de tout secours. Lors de l’invasion du royaume de Naples par les Français, il se rendit à Rome, où ses talents lui méritèrent bientôt des protecteurs ; mais son attachement pour deux cardinaux tombés dans la disgrâce du pape Alexandre VI lui fit courir des dangers auxquels il n’échappa qu’en se retirant à Milan. Il y épousa une fille du savant Démétrios Chalcondyle, et peu après, il fut pourvu d’une chaire d’éloquence, qu’il remplit avec un tel succès que le fameux général Jacques de Trivulce ne dédaignait pas d’assister à ses leçons. Il eut aussi l’honneur de au nombre de ses élèves André Alciat, qui dans la suite se montra peu reconnaissant envers son ancien maître. Parrasio, dont les succès avaient éveillé l’envie, fut accusé d’un crime infâme, et obligé de sortir de Milan vers 1505 pour se soustraire aux poursuites qu’on commençait à diriger contre lui. Il fut accueilli à Vicence par Gian Giorgio Trissino, qui lui fit obtenir une chaire, avec un traitement de deux cents écus. La guerre qui suivit la ligue de Cambrai força Parrasio de quitter Vicence, et il retourna dans sa ville natale, où il fonda en 1511 l’Accademia Cosentina, qui a joui d’une assez grande célébrité. Des chagrins domestiques le déterminèrent à accepter l’offre d’une chaire à Rome, où ses anciens amis le rappelaient. Il en prit possession en 1514, et l’on sait qu’il commença ses cours par l’explication des Lettres de Cicéron à Atticus. Bientôt de fréquentes attaques de goutte le forcèrent de renoncer à l’enseignement ; il retourna encore une fois à Cosenza, où, Après avoir langui plusieurs années dans des douleurs presque continuelles, il termina ses jours vers 1534, laissant à peine de quoi se faire enterrer. Pierio Valeriano lui a donné place dans la liste des savants malheureux (De infelicit. litterator.) : sa vie n’offre en effet qu’une suite de chagrins, de persécutions et de misères. Il eut des ennemis violents, qui publièrent contre lui d’atroces libelles. Tiraboschi en a cité deux dans une note, à la page 1506 de la Storia della letteratura, t. VII.

## Œuvres

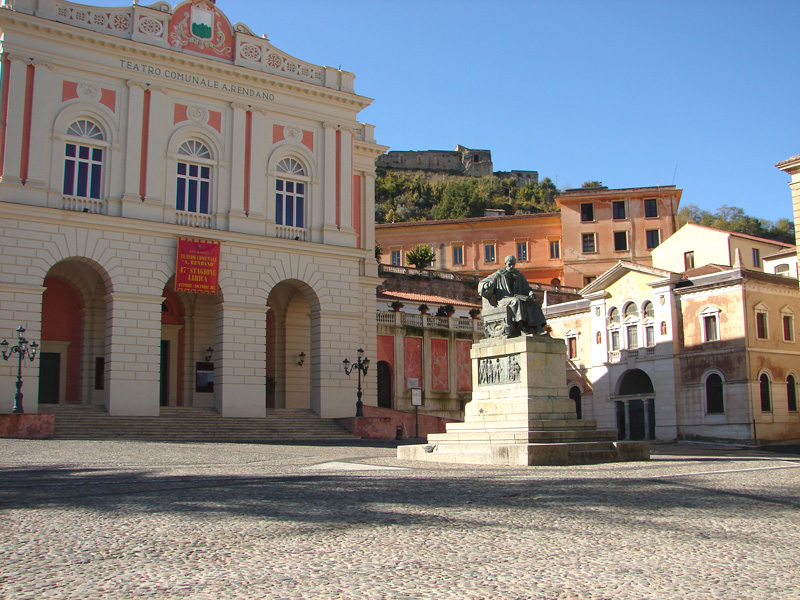
L'Accademia Cosentina (à droite), fondée par Aulo Giano Parrasio à Cosenza

Outre des Commentaires sur l’Enlèvement de Proserpine, poème de Claudien, Milan, 1500 ou 1501, in-fol., ibid., 1505, on a de Parrasio des Notes sur les Héroïdes d’Ovide, l’Art poétique d’Horace, sur le Discours de Cicéron Pour Milon, et un Abrégé de rhétorique (Bâle, 1539). Enfin il a publié un Recueil de fragments d’anciens grammairiens (Cornel. Probus, Fronton et Phocas), Vicence, 1509, in-fol., et on lui la première édition des Fragments de Flavius Sosipater Charisius, Naples, 1532. Mais l’ouvrage qui a fait le plus d’honneur à Parrasio est celui qui est intitulé De Rebus per epistolam quæsitis; il a été publié pour la première fois par Henri Estienne (Paris, 1567, in-8°) avec une lettre à Lodovico Castelvetro, dans laquelle il donne l’histoire de ce manuscrit. Jean Gruter l’a inséré dans le tome 1 du Lampas seu fax artium, et Saverio Mattei en a publié une bonne édition à Naples en 1771. C’est un recueil lettres dans lesquelles Parrasio explique avec beaucoup d’érudition plusieurs passages des anciens auteurs, et éclaircit différents points d’histoire et d’antiquités. À la suite de ces lettres on trouve : Dissertatio de septenario dierum numero, petite pièce assez interessante ; Prolegomena in Plauti Amphitryonem ; Oratio ante prælectionem epistolar. Ciceronis ad Atticum, etc. Parrasio y entre dans de grands détails sur ses chagrins domestiques. Dans l’édition d’Estienne, le volume est terminé par une dissertation de Francesco Campana : Quæstio Virgiliana. Mattei a fait précéder la sienne d’une Vie de Parrasio et du catalogue de ses ouvrages, imprimés ou conservés en manuscrit à Naples, dans la bibliothèque du couvent des frères Augustins de Saint-Jean de Carbonara di Nola. Le savant Jean Le Clerc s’est caché sous le nom de Th. Parrhasius, et a publié, sous le titre de Parrhasiana, un mélange de critique et d’érudition.

### Éditions d'auteurs anciens
- Coelius Sedulius et Prudence, Poèmes, Milan, 1501
- Valère Maxime, Instituta artium et  Catholica Probi, Venise, 1509
- Michel Riccio, De regibus Francorum, Bâle, 1517
- Lactance, Œuvres, Venise, 1521

### Éditions commentées
- Valère Maxime, Livres des exemples anciens, Milan, 1502
- Claudien, Le Rapt de Proserpine, Venise, 1510
- Ovide, Héroïdes, Lyon, 1529

### Commentaires
- In Q. Horatii Flacci Artem poeticam commentaria, Naples, 1531
- In Cl. Claudiani de Raptu Proserpinae libros cõmentarius longè eruditissimus, Bâle, 1539
- Liber de rebus per epistolam quaesitis, Genève, 1567